# Bistreț (okręg Dolj)
Bistreț – wieś w Rumunii, w okręgu Dolj, w gminie Bistreț. W 2011 roku liczyła 2445 mieszkańców.